# Буллард (тауншип, Миннесота)
Буллард (англ. Bullard) — тауншип в округе Уодина, Миннесота, США. На 2000 год его население составило 207 человек.

## География
По данным Бюро переписи населения США площадь тауншипа составляет 80,3 км², из которых 78,5 км² занимает суша, а 1,9 км² — вода (2,32 %).

## Демография
По данным переписи населения 2000 года здесь находились 207 человек, 79 домохозяйств и 50 семей.  Плотность населения —  2,6 чел./км².  На территории тауншипа расположена 151 постройка со средней плотностью 1,9 построек на один квадратный километр. Расовый состав населения: 96,14 % белых, 2,42 % коренных американцев, 0,97 % — других рас США и 0,48 % приходится на две или более других рас. Испанцы или латиноамериканцы любой расы составляли 1,45 % от популяции тауншипа.
Из 79 домохозяйств в 34,2 % воспитывались дети до 18 лет, в 45,6 % проживали супружеские пары, в 11,4 % проживали незамужние женщины и в 36,7 % домохозяйств проживали несемейные люди. 32,9 % домохозяйств состояли из одного человека, при том 8,9 % из — одиноких пожилых людей старше 65 лет. Средний размер домохозяйства — 2,62, а семьи — 3,36 человека.
33,8 % населения — младше 18 лет, 7,7 % — в возрасте от 18 до 24 лет, 23,7 % — от 25 до 44, 25,6 % — от 45 до 64, и 9,2 % — старше 65 лет. Средний возраст — 34 года. На каждые 100 женщин приходилось 115,6 мужчин.  На каждые 100 женщин старше 18 приходилось 121,0 мужчин.
Средний годовой доход домохозяйства составлял 23 125 долларов, а средний годовой доход семьи —  33 750 долларов. Средний доход мужчин —  33 125  долларов, в то время как у женщин — 17 083. Доход на душу населения составил 9559 долларов. За чертой бедности находились 15,0 % семей и 19,2 % всего населения тауншипа, из которых 16,5 % младше 18 и 18,2 % старше 65 лет.